# Armen Tahtadžjan
Armen Leonovič Tahtadžjan (armenski: Արմեն Լևոնի Թախտաջյան, ruski: Армен Леонович Тахтаджян; Šuša, 10. lipnja 1910. – 13. studenog 2009.) bio je armenski botaničar.

## Životopis
Rođen je u armenskoj zajednici u Šuši 10. lipnja 1910. Bio je blizak osobni prijatelj i jedan od velike četvorke filogena koji je u prošlom stoljeću putovao svijetom skupljajući i proučavajući vaskularne biljke. Među njima su bili Šveđanin Rolf Dahlgren, Amerikanac Arthur Cronquist i Robert Folger Thorne. To je bilo prije doba molekularne taksonomije kada se mislilo da je važno imati blizak kontakt s biljkama koje su se katalogizirale zbog njihovih filetskih odnosa.
Godine 1932. Armen je diplomirao na Sovjetskom (Svesaveznom) institutu za suptropske kulture u Tbilisiju. Kao mladić bio je atletski građen, igrao je kao armenski nogometni vezni igrač. 1938. – 1948. vodio je katedru na Erevanskom državnom sveučilištu; od 1944. do 1948. Armen je bio direktor Botaničkog instituta Akademije znanosti Armenske SSR i profesor na Lenjingradskom državnom sveučilištu. Također je postao direktor Odjela za više biljke na Botaničkom institutu Komarov. Bio je član Ruske akademije znanosti, inozemni suradnik Američke nacionalne akademije znanosti od 1971., član Finske akademije znanosti i književnosti (1971.), Njemačke akademije prirodoslovaca “Leopoldina” (1972.), te druga znanstvena društva. Armen je bio predsjednik Sovjetskog svesaveznog botaničkog društva 1973. i Međunarodnog udruženja za taksonomiju biljaka 1975. godine.
Armen je prvi put razvio svoj filogenetski sustav kritosjemenjača na Botaničkom institutu Komorov u Lenjingradu 1940. Od tada je njegov sustav klasifikacije doživio mnoge promjene. Među njegovim publikacijama su njegova “Die Evolution der Angiospermen” iz 1959., “Systema et phylogenia magnoliophytum” iz 1966., englesko izdanje “Flowering plants: Origin and dispersal” iz 1969., “Evolution und Ausbreitung der Blütenpflanzen” iz 1973., „Okvir klasifikacije cvjetanja biljke (Magnoliophyta)” u Botaničkom pregledu iz 1980., “Systema magnoliophytorum” iz 1987., “Raznolikost i klasifikacija cvjetnica” iz 1996. i njegova posljednja knjiga iz 2009., “Cvjetnice, Springer Verlag”. Armen je tretirao cvjetnice kao odjeljak (filum) Magnoliophytum s dva razreda Magnoliopsida (dvosupnice) i Liliopsida (jednosupnice) dalje podijeljene u podrazrede i porodice. Sliči sustavu Arthura Cronquista, ali ima veću složenost na višim razinama i prepoznaje brojnije redove i obitelji. Na Zapadu se za to pročulo nakon 1950. kada se Armen počeo dopisivati i surađivati s Cronquistom. Armen je mnogo brže od Arthura prihvaćao nove ideje, uključujući molekularnu taksonomiju. Zbog njegove blizine prijateljstvo s Arthurom, njegov engleski je bio odličan i definitivno američki.
Uz Armenov naglasak na klasifikaciji i filogeniji cvjetnica, također se bavio njihovom evolucijom i paleobotanikom, kao što je naznačeno u njegovoj Evoluciji angiospermi iz 1976., koju je uredio C.B. Beck. Njegov interes za biogeografiju proizveo je “Cvjetanje biljke: Podrijetlo i širenje” iz 1969. i “Evolution und Ausbreitung der Blütenpflanzen” iz 1973., a uz pomoć T.J. Crovello i A. Cronquist, objavio je 1986. “Floristic regions of the world”. Kao što se moglo očekivati, Armen je bio posebno zainteresiran za kavkasku floru.
Umro je dana 13. studenog 2009. u dobi od 99 godina.